# Научная библиотека Курского государственного университета
Научная библиотека Курского государственного университета — универсальная учебная библиотека в составе Курского государственного университета (КГУ), основанная в 1934 году одновременно с открытием Курского педагогического института.

## Общие сведения

### История

#### Библиотека Мариинской женской гимназии (1861-1917)

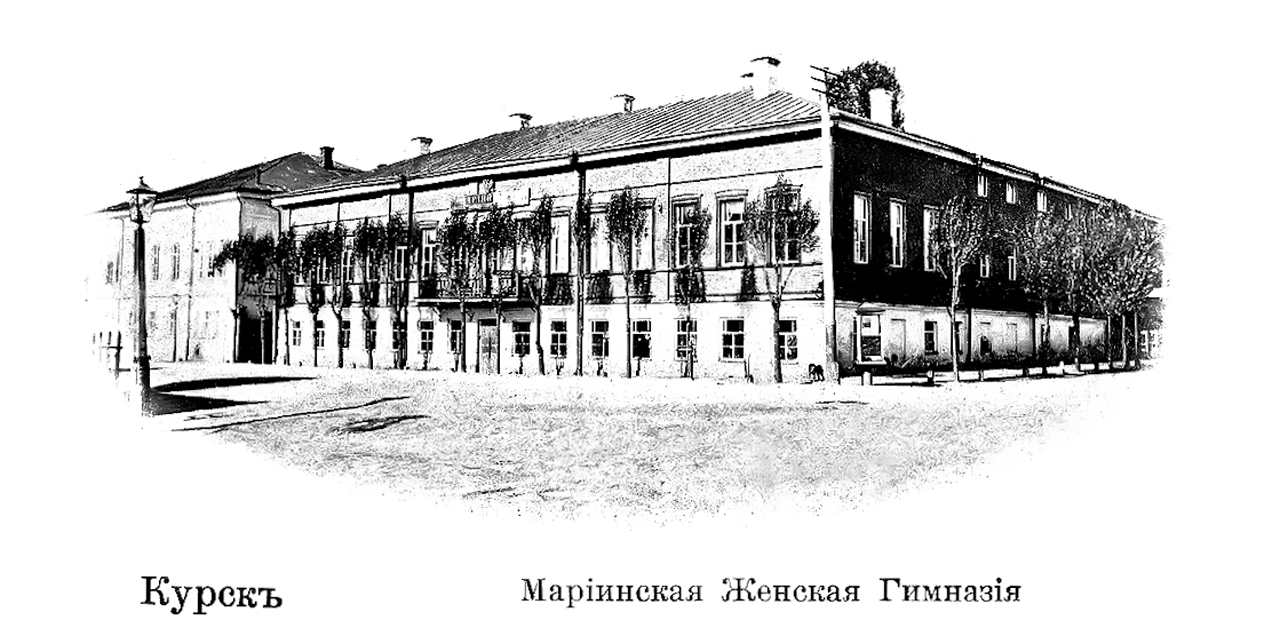
Здание Мариинской женской гимназии в 1861-1903 годах на Московской улице

Предшественницей институтской (впоследствии университетской) библиотеки была библиотека Мариинской женской гимназии. Библиотека была организована при открытии гимназии в 1861 году её руководителем Жаворонковым Д.Г. Он же стал вести инвентарный каталог фондов. Комплектовалась библиотека за счёт жертвователей, но все издания перед включением в фонд проходили цензорский отбор, чтобы их содержание не оказывало отрицательного влияния на юных воспитанниц.
Несмотря на отсутствие выделения средств на комплектование, только за счёт жертвователей в 1881 году фонд библиотеки насчитывал уже 2436 единиц хранения (1385 наименований).
В библиотеке насчитывалось 11 отделов.
1. Богословие.
2. Философия.
3. Педагогика.
4. Русский язык и литература.
5. История.
6. География.
7. Естествознание.
8. Математика и физика.
9. Искусства.
10. Новые языки.
11. Справочный отдел.

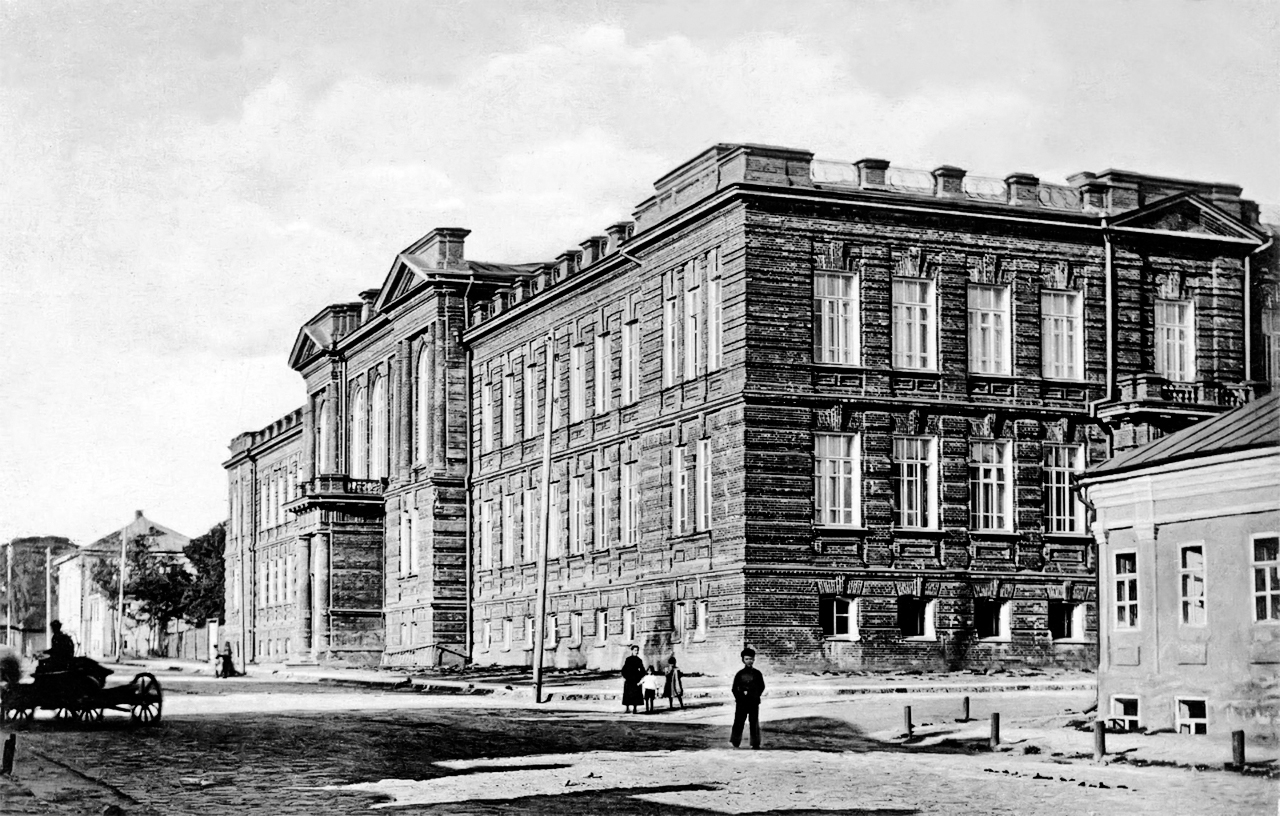
Новое здание Мариинской женской гимназии 1903 года на углу Фроловской и Чистой улиц

 В старом здании гимназии на Московской улице библиотека не имела своего отдельного помещения. Книжные стеллажи стояли вдоль внутренней стены актового зала и в небольшом коридоре, ведущем в классы, расположенные в юго-восточном углу здания. Весь справочный фонд хранился в приёмной комнате, где на перемены собирались преподаватели. В 1903 году при переезде в собственное здание на Фроловской улице библиотеке была выделена отдельная комната.
В 1884 году в гимназии была введена должность библиотекаря. До этого книги выдавал руководитель.
В 1902 году фонд библиотеки насчитывал 5566 единиц хранения (2966 наименований). В этом же году стараниями преподавателей-предметников стал создаваться систематический каталог фондов.
С 1903 года попечительский совет гимназии стал выделять средства на выписку книг. Если в 1903 году было выделено 300 рублей, то в 1907 году выделялось уже 1200 рублей.
В 1905 году библиотека была разделена на две: фундаментальную и учебную. В этом же году библиотека стала составлять библиографические обзоры своих фондов.
В 1908 году все имущество библиотеки гимназии было застраховано.

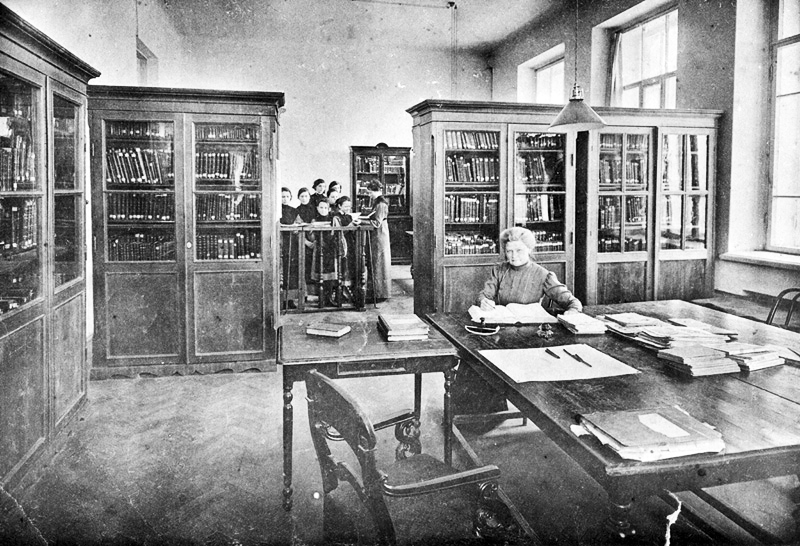
Библиотека Курской женской Мариинской гимназии в 1914 году

 В 1909 году в помещении библиотеки было устроено электрическое освещение.
В 1917 году Мариинская женская гимназия и её библиотека были закрыты. Библиотечный фонд перешёл частично в частные собрания, а частично был распродан. В настоящее время в редком фонде научной библиотеки университета хранится несколько изданий со штампами библиотеки Мариинской гимназии. Однако судьба большей части фонда библиотеки гимназии неизвестна.

##### Библиотекари Мариинской женской гимназии
- 1884-1902 — Ерохина Е.П.
- 1902-1905 — Гладков Н.Н.
- 1905-1917 — Давыдова М.П.

#### Библиотека Курского государственного педагогического института (1934-1941)

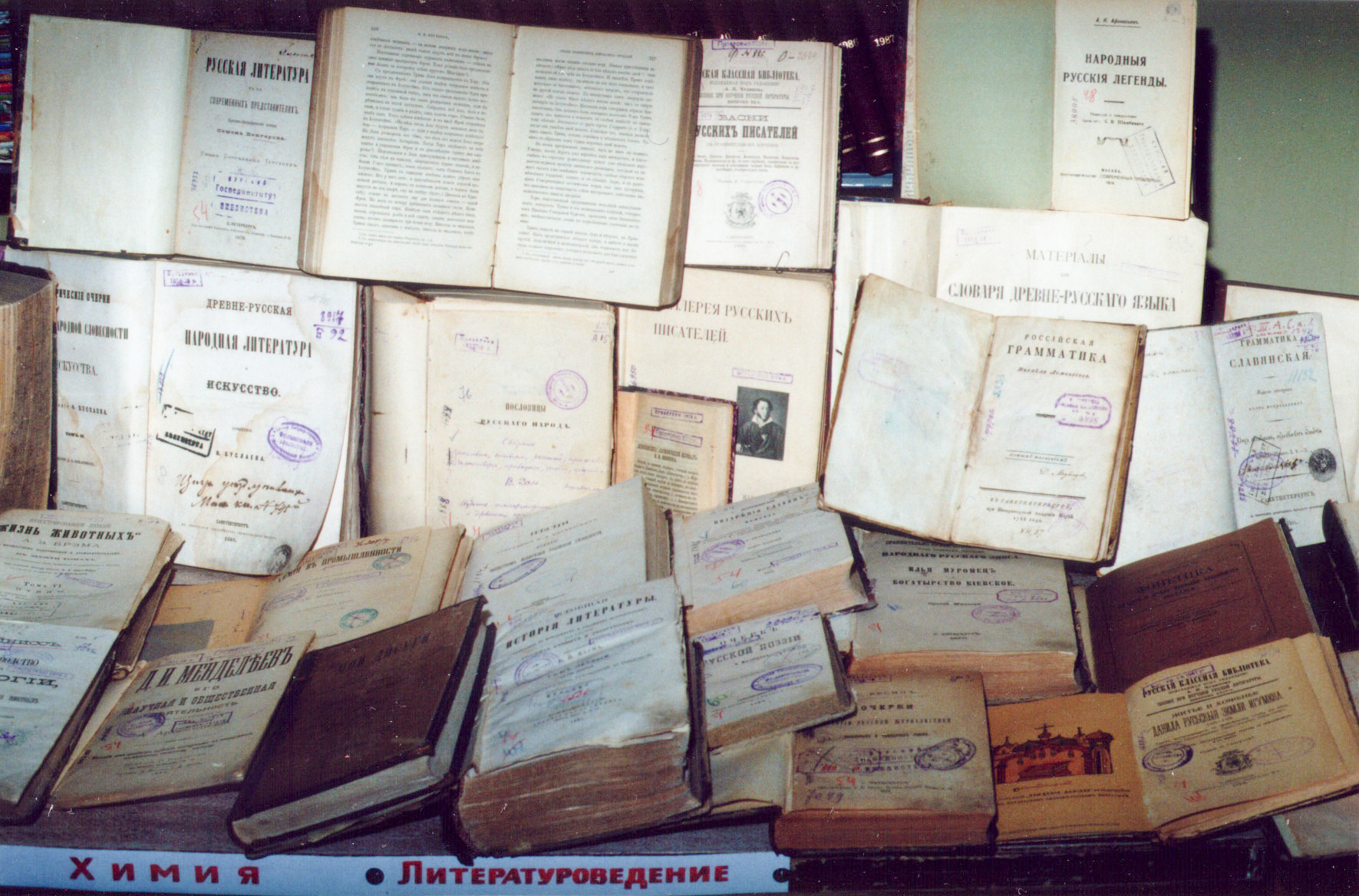
Книги, с которых начиналась библиотека института в 1934 году

Библиотека КГПИ была создана в конце 1934 года. Библиотеке была отведена одна комната на первом этаже в здании бывшей курской Мариинской женской гимназии. Первые 3 тысячи учебно-методической литературы поступили в библиотеку из воронежского библиотечного коллектора и Орловской библиотеки, художественная литература, книги по истории, русскому языку, литературоведению по решению администрации и партийной организации института закупались на базарах, у частных держателей библиотек студентами-комсомольцами с сентября 1934 года. Большую помощь в формировании фонда библиотеки также оказали командированные в Курск знаменитые профессора истории Розенталь Н.Н., Полосин И.И. из Москвы и доцент русского языка Денисевич Г.В. из Новгорода.
В 1938 году в библиотеке был открыт читальный зал в здании общежития института по улице Гоголя.
С 1940 года библиотека стала организовывать литературные встречи с крупными советскими писателями. В этом году со студентами встречался писатель Новиков-Прибой А.С., а в 1941 году — Серафимович А.Ф. и Панфёров Ф.И..
В довоенное время фонд институтской библиотеки был мал и не удовлетворял потребности студентов в учебниках и другой литературе.
В 1941 году после начала Великой Отечественной войны часть книжного фонда, в основном учебники, были перевезены в здание медицинского института, где с 1 сентября начались занятия педагогического института, поскольку в его учебном корпусе на улице Радищева был размещён госпиталь. Перед оккупацией Курска часть книжного фонда была спрятана в подвалах костела и кирхи, а наиболее ценные издания 2 октября 1941 года эвакуированы в Сарапул, туда же были отправлены и сотрудники библиотеки. После того как был проведён последний выпуск студентов довоенного набора институт и его библиотека были закрыты.

#### Научная библиотека Курского государственного педагогического института (1943-2004)
В 1943 году в Курске вновь открывается Курский государственный педагогический и учительский институт, а в 1944 году — открывается абонемент институтской библиотеки. Читальный зал был открыт в 1945 году.
С 1945 года научная библиотека стала создавать алфавитный и систематический каталоги, проводя шифровку по ББК и обработку книг.
К началу 1946-1947 учебного года книжный фонд библиотеки составлял 39 770 экземпляров.
В послевоенное время библиотека комплектовалась из библиотечного коллектора, самостоятельно приобретала издания в книжных магазинах, у частных лиц наложенным платежом, получала авторефераты диссертаций курских ученых, брошюры общества «Знание» (с 1947 года), учебные и просветительские программы, методические пособия. Также в послевоенное время отмечается быстрый рост объёмов фондов и площадей научной библиотеки, что было обусловлено более высокими нормативами книгообеспеченности и вместимости читальных залов гуманитарных высших учебных заведений над другими видами ВУЗов.
В 1959 году библиотека получила аппарат для просмотра микрофильмов «Микрофото», после чего начала формировать собственную коллекцию микрофильмов. Часть плёнок были подарены библиотеке доцентом Лаппо Ф.И., среди них редкое книжное издание 1894 года Миклашевского И.Н. «К истории хозяйственного быта Московского государства. Заселение и сельское хозяйство южной окраины XVII в.». Также библиотека начала заказывать по заявкам читателей микрофильмы из Государственной библиотеки СССР во временное пользование.
В 1960 году научной библиотеке был передан фонд изобразительных изданий закрытого Курского художественно-графического педагогического училища. В здании художественно-графического факультета создаётся пункт выдачи книг и изобразительных изданий, также в помещении библиотеки начинают проводиться регулярные выставки картин художников-выпускников института.
В 1962 году фонд научной библиотеки достиг 200 000 единиц хранения. В это время остро стал вопрос о необходимости выделения нового помещения под новое книгохранилище. Также было необходимо новое помещение читального зала, недостаточная вместимость которого стала ощущаться посетителями библиотеки ещё с 1958 года.
В ноябре 1964 года научная библиотека в порядке шефской помощи произвела комплектование учебной библиотеки новой школы города Курска в поселке КЗТЗ (средняя школа № 1), передав из своего фонда 300 экземпляров художественной и научно-популярной литературы.
В 1972 году к зданию института был пристроен лабораторный корпус, куда в апреле была переведена научная библиотека, заняв первый (читальный зал на 250 посадочных мест, справочно-библиографический отдел, отдел комплектования, обработки и каталогов), цокольный (абонемент) и подвальный (основное книгохранилище) этажи. К этому времени книжный фонд библиотеки уже составлял 221 510 экземпляров, а в год библиотека обслуживала 6,5 тысяч человек. В это же году для удобства читателей абонемент был разделён на два отдела: для студентов и для преподавателей.
В 1974 года библиотека являлась крупнейшей в Курске, её фонд насчитывал 310 000 книг, ежедневно обслуживалось 200 читателей. С этого же года библиотека начинает получать авторские экземпляры диссертаций на соискание ученых степеней кандидатов и докторов наук, которые защищаются в институте.
В 1975 году фонд библиотеки вырос до 388 500 единиц хранения, ежегодное обслуживание достигло 5 700 читателей, а годовая посещаемость составила 234 000 человек.
В 1981-2002 годах при библиотеке существовал клуб «Собеседник», созданный из сотрудников библиотеки, преподавателей кафедр русского языка, литературы, психологии, который занимался пропагандированием чтения, бережного обращения с печатными изданиями и обсуждением актуальных в обществе вопросов.
В 1996 году библиотека стала одним из победителей курского областного конкурса библиотек по экологическому просвещению, благодаря проведению массовых мероприятий: брейн-рингов, экологических игр, организации просмотров экологической литературы в сельской местности.
К концу 2002 года фонд библиотеки насчитывал 631 547 единиц хранения, в том числе учебной литературы — 281 750, научной — 224 087, художественной — 122 926, зарубежной —— 2 784, фонд редких книг — 5 010.

#### Научная библиотека Курского государственного университета (с 2004)
В 2005 году библиотека начала создавать электронный каталог на базе автоматизированной библиотечной системы «Библиотека 4.0», являвшейся разработкой Научной библиотеки МГУ. В системе были созданы и стали наполняться две библиографические базы данных — книги и статьи (аналитическая роспись статей).
В 2008 году библиотека вошла в Российскую библиотечную ассоциацию (РБА) для обмена опытом и координации деятельности по сохранению и развитию библиотечного дела в России.
В 2011 году научная библиотека КГУ вступила в некоммерческое партнёрство «Ассоциированные региональные библиотечные консорциумы» (АРБИКОН), ведущее единый электронный каталог фондов библиотек СНГ, и стала участвовать в проекте электронной доставки документов.
С 2012 года библиотека получает все выходящие научные издания благотворительного издательского проекта «Квадривиум», которые доступны всем посетителям библиотеки в читальном зале.
В 2013 году в связи с постройкой нового корпуса научная библиотека получила новые площади, где были размещены редкий фонд, электронный читальный зал, абонементы для студентов экономического и юридического факультетов, факультетов искусства и философии, физической культуры и спорта, русского языка для иностранных граждан.
С 2014 года на базе электронного читального зала научной библиотеки проводится ежегодный региональный чемпионат по компьютерному многоборью среди выпускников Университета пожилого человека, где пенсионеры Курской области проверяют свои умения работать в текстовом редакторе «Word», создавать презентаций в программе «Power Point», демонстрируют навыкы работы с интернетом и электронной почтой, а также знание портала Госуслуг.
С 2015 года научная библиотека участвует в ежегодных выставках-ярмарках «Курск читающий», представляя на экспозиции труды ученых университета и издания из редкого фонда.
В 2017 году научная библиотека в рамках университетской премии общественного признания «Успех» получила коллекцию из 70 печатных и электронных изданий «Библиотека Сбербанка». В этом же году научная библиотека присоединилась к проекту создания единого электронного каталога библиотек сферы образования и науки «ЭКБСОН», создаваемому ГПНТБ России совместно с Минобрнауки России.
В 2020 году научная библиотека присоединилась к проекту по составлению единой аналитической реферативной базы данных журнальных статей «МАРС» Ассоциации региональных библиотечных консорциумов (АРБИКОН).
В 2021 году научная библиотека присоединилась к консорциуму сетевых электронных библиотек (СЭБ) классических вузов, объединяющему фонды электронных изданий библиотек классических университетов на базе электронно-библиотечной системы издательства «Лань». В этом же году в научном читальном зале университета был открыт электронной читальный зал Президентской библиотеки им. Б. Н. Ельцина.

### Заведующие и директора
- 1934-1941 — Шевченко М.В.
- 1944-1962 — Артемьева М.Г.
- 1962-1999 — Недзвецкая Е.Ю.
- 1999-2018 — Алябьева А.В.
- с 2019 года — Тевосян Н.С.

### Современная характеристика
В 2021 году в библиотеке работает 19 человек. Научная библиотека КГУ является научно-информационным центром для библиотек государственных вузов Курска и Курской области. Структура библиотеки включает абонемент, читальный и электронный читальный залы, пункт выдачи художественного-графического факультета. Ежегодно библиотека обслуживает более 30 000 читателей — студентов, преподавателей, сотрудников вуза. Им выдаётся более 400 000 экземпляров документов. Все представляемые библиотекой услуги бесплатны для читателей.
Помимо традиционных форм работы библиотеки на абонементе и в читальном зале специалисты библиотеки стараются популяризировать науку, расширить кругозор читателей, привить любовь к книгам, проводя индивидуальные консультации, практические занятия, экскурсии в читальный зал и библиотеку, организовывают ежемесячные выставки библиографических пособий, учебной литературы, периодических изданий, научных трудов преподавателей, тематических изданий по направлениям подготовки университета. Также организуются выставки, приуроченные к знаменательным датам.

## Фонд
Основной библиотечный фонд насчитывает более 800 000 единиц хранения. Состав фонда универсальный. В нём представлены научная, учебная и художественная литература, справочно-нормативные документы, диссертации и авторефераты, электронные издания на различных носителях и другие документы. Ежегодно в фонд поступает более 10 тысяч экземпляров новых изданий и около 400 названий периодических изданий, которые публикуются библиотекой в виде регулярных библиографических обзоров.

### Подфонды основного фонда

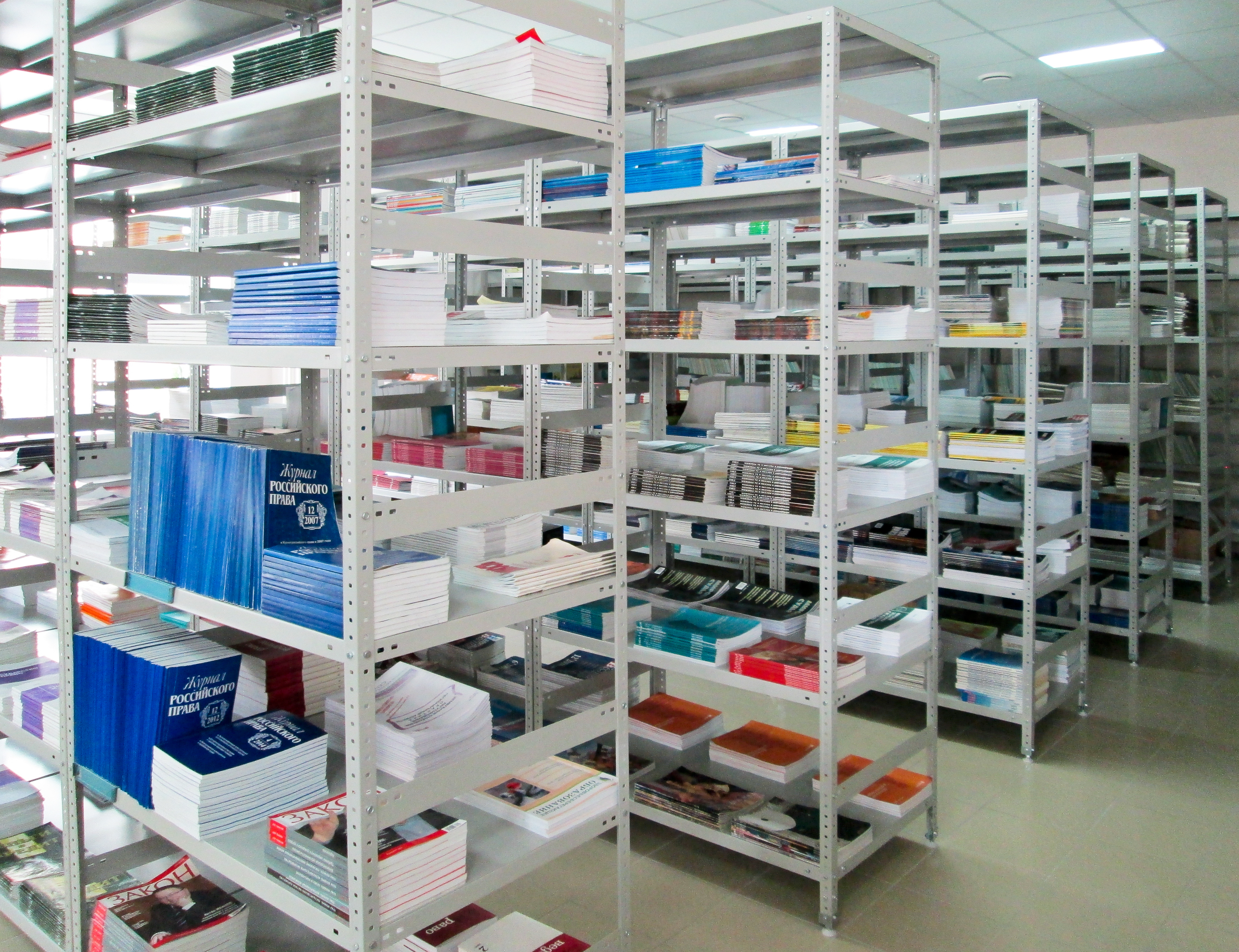
Фонд текущих периодических изданий

- фонд научной литературы — монографии, а также периодические научные издания по профилям реализуемых университетом образовательных программ, содержит более 270 000 единиц хранения,
- фонд художественной литературы - отечественные и иностранные художественные произведения, содержит более 40 000 единиц хранения,
- учебный фонд - издания различных видов и форм, рекомендованные кафедрами университета для обеспечения учебного процесса (учебники, учебные пособия, методические указания), содержит более 390 000 единиц хранения,
- фонд текущих периодических изданий - массовые федеральные и местные общественно-политические издания, а также отраслевые периодические издания, соответствующие профилям подготовки кадров, содержит журналы за все время подписки и газеты за последние 6 лет,
- фонд редких книг - редкие и особо ценные издания и документы, имеющие большую историческую, научную, художественно-эстетическую и полиграфическую ценность, содержит более 8 000 единиц хранения,
- справочно-библиографический фонд - универсальные и отраслевые словари, энциклопедии, справочники, библиографические указатели, а также научные журналы,
- фонд диссертаций и авторефератов - авторские экземпляры кандидатских и докторских диссертаций и авторефератов, защищённых в университете с 1974 года, содержит более 12 000 единиц хранения,
- фонд сетевых удалённых ресурсов - материалы и издания в электронной форме других организаций, размещённые на удалённых серверах, к которым библиотека оформляет постоянный или временный лицензионный доступ;
- фонд изданий на электронных носителях - текстовые, звуковые и мультимедийные документы, являющиеся оригинальными изданиями или электронными аналогами печатных изданий, записанные на CD, DVD, VHS и другие электронные носители, содержит более 2 000 единиц хранения,
- фонд электронной библиотеки - собрание электронных копий ценных и наиболее востребованных изданий из фондов библиотеки, а также документы, изначально созданные в электронной форме, содержит более 4 000 единиц хранения.

### Библиографические базы данных
Библиотека ведёт следующие библиографические базы данных:

| - Книги - Диссертации - Авторефераты - Статьи до 2010 года - Статьи после 2010 года - Электронные ресурсы - Краеведение | - Законодательство Курской области - История КГУ - Труды ученых (печатные) - Труды ученых КГУ: статьи (полные тексты) - Труды ученых КГУ: учебные пособия, методические рекомендации, монографии (полные тексты) - Редкие книги и рукописи (полный текст) - Электронные журналы | - Законодательство РФ - Редкий фонд - Газеты - Журналы - Ретроввод - СПО КГУ - Ретро СПО | - Краеведение (полный текст) - Книги (полные тексты) - ВКР - Краеведение - История КГУ (полные тексты) |

### Библиографические указатели
Библиотека ежегодно издаёт несколько видов библиографических указателей, наиболее крупными из опубликованных являются:
- Столыпин Петр Аркадьевич: судьба реформ: рекомендательный библиографический указатель / Курский государственный университет; сост. С. Ф. Локтева. – Курск: КГУ, 2012. – 36 с.
- Любимому городу Курску - 980 лет: рекомендательный библиографический указатель / Курский государственный университет; сост. Е. В. Кононова. – Курск: КГУ, 2012. – 34 с.
- Их подвиг жив, неповторим и вечен…: рекомендательный библиографический указатель / Курский государственный университет; сост. Е. В. Кононова. – Курск: КГУ, 2013. – 36 с.
- Профессиональное образование в зарубежных странах на современном этапе: библиографический указатель / Курский государственный университет; сост. С. Ф. Локтева. – Курск: КГУ, 2014. – 35 с.

### Книжные памятники, редкие книги и рукописи

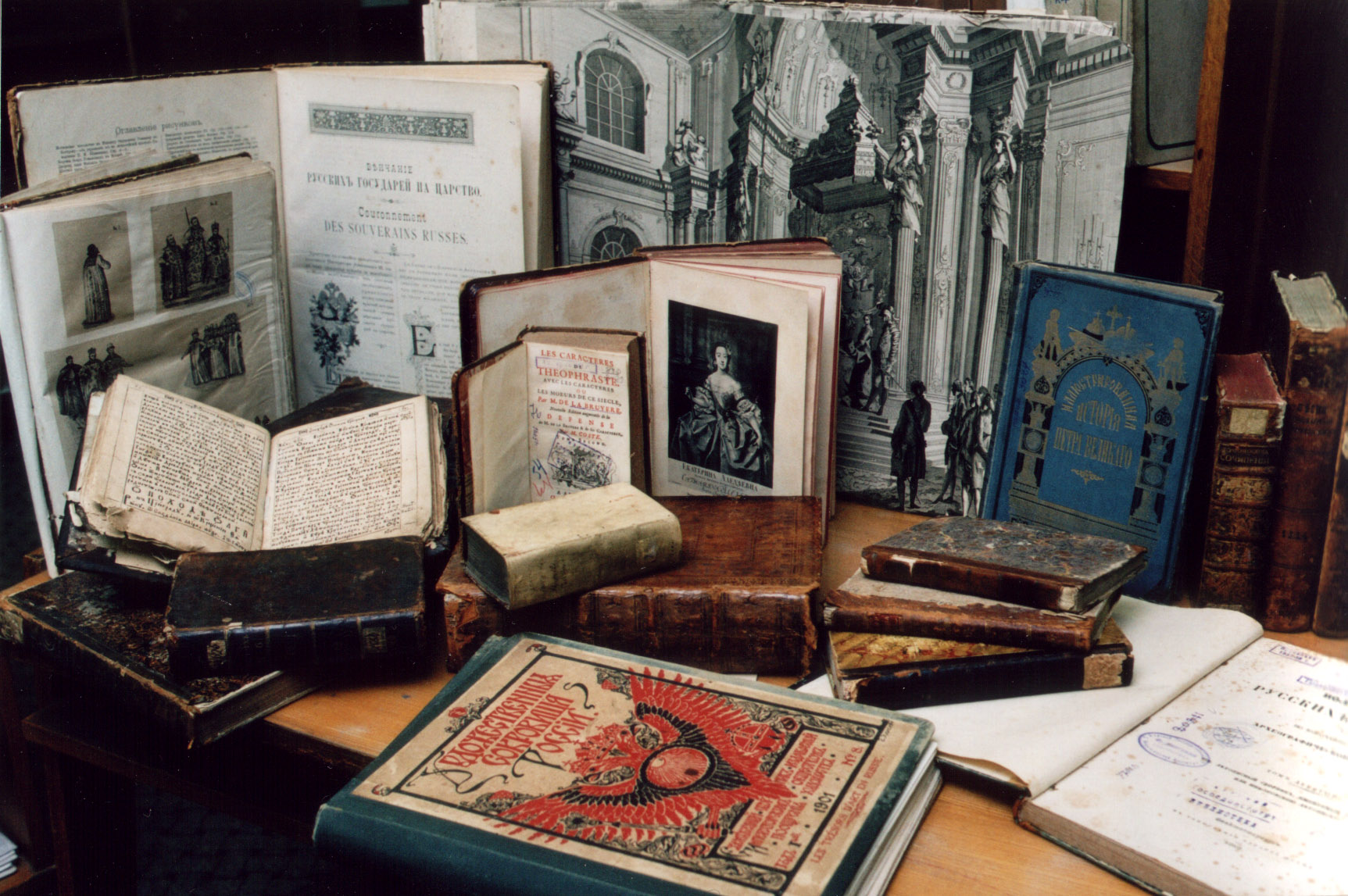
Книги из редкого фонда НБ КГУ

В отделе редкого фонда научной библиотеки хранится более 8 000 изданий, являющихся духовной и материальной ценностью, имеющих особое историческое, научное, культурное значение. Среди таких изданий можно отметить оригинал синопсиса Иннокентия Гизеля «О начале славянского народа» 1674 года и копии Изборника Святослава 1073 года, Остромирово Евангелия 1056-1057 годов.
Из произведений XVIII-XIX веков в фонде библиотеки хранится большое количество оригинальных типографских изданий, наиболее значимыми из которых являются произведения «Уложения царя Алексея Михайловича, по которым суды и расправы во всех делах в Российском государстве производятся» 1725 года, Дубровина Н. Ф. «Присоединение Крыма к России 1775—1777: рескрипты, письма, реляции и донесения», Голикова И. И. «Деяния Петра Великого, мудрого преобразователя России, собранные из достоверных источников и расположенные по годам», «Историческое изображение жизни и всех дел славного женевца, Франца Яковлевича (Франциска Иякова) Лефорта..."знаменитого шотландца войск его же величества генерала - аншефа Патрика Гордона, известного под именем Петра Ивановича Гордона», «Подлинные анекдоты о Петре Великом», Бутурлина Д.П. «Военная история походов россиян в XVIII столетии», Бантыш-Каменского Д.Н. «Словарь достопамятных людей русской земли, содержащий в себе жизнь и деяния знаменитых полководцев, министров и мужей государственных, великих иерархов православной церкви, отличных литераторов и ученых , известных по участию в событиях отечественной истории : В пяти частях».
С 2015 года библиотека начала оцифровывать наиболее востребованные издания из редкого фонда (создавая электронный фонд пользования) для обеспечения их сохранности.
В редком фонде также хранится личная библиотека профессора астрономии С. Д. Чёрного, которую он в 1956 году завещал Курскому государственному педагогическому институту.

### Удалённые сетевые ресурсы
С 2013 года научная библиотека ежегодно заключает договора о доступе к электронным ресурсам нескольких электронно-библиотечных систем: Университетская библиотека онлайн, Юрайт, Лань.
С 2015 года в научной библиотеке действует электронный читальный зал Национальной электронной библиотеки с доступом к полным текстам всех представленных в ней изданий.
С 2021 года в научной библиотеке открыт электронный читальный зал Президентской библиотеки им. Б. Н. Ельцина с доступом ко всем коллекциям архивных документов и книг.

## Справочно-поисковый аппарат

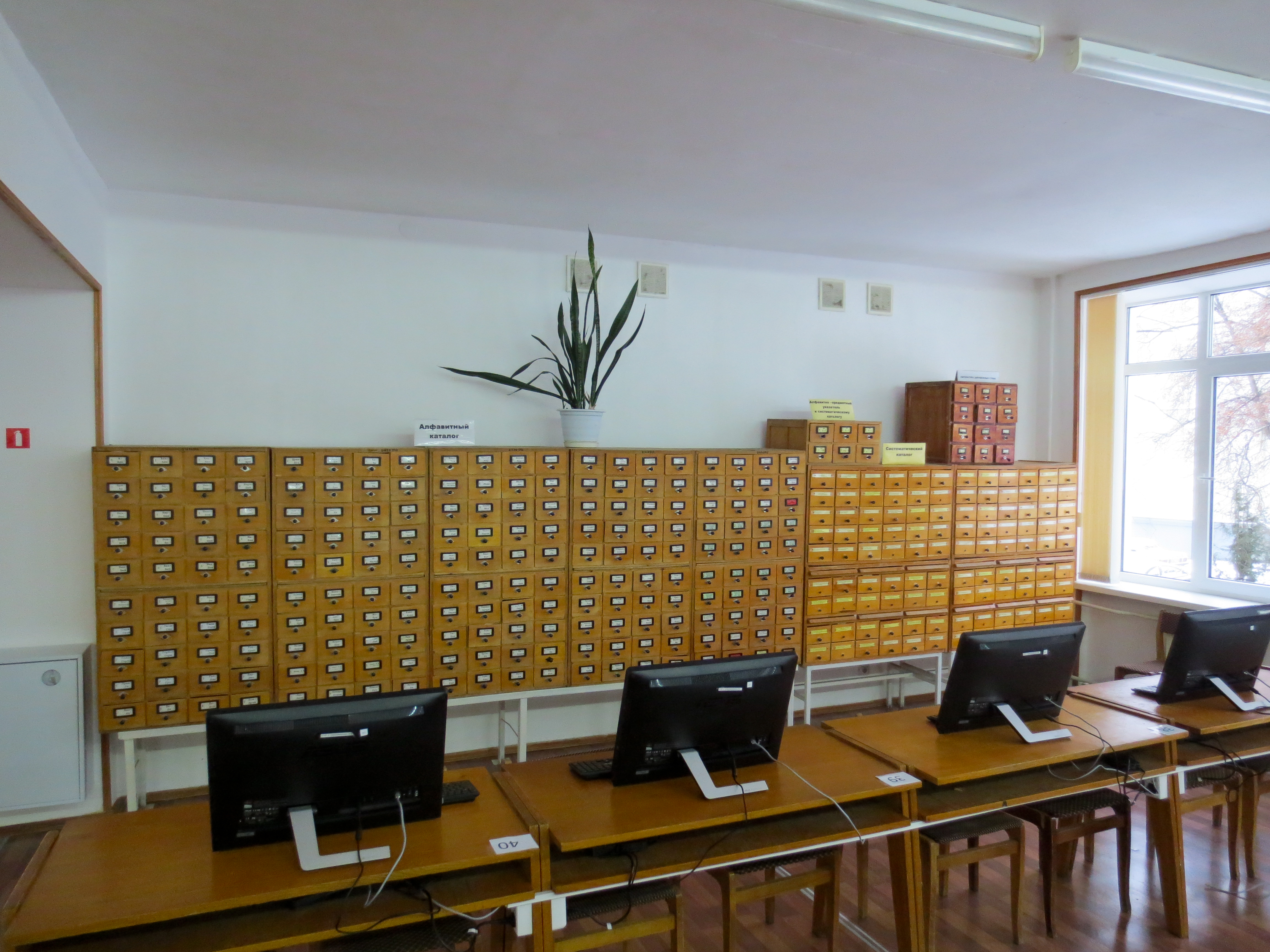
Читательский алфавитный, предметный и систематический каталоги НБ КГУ

Научная библиотека имеет двойную систему ведения каталогов:
- генеральный служебный алфавитный каталог,
- единый электронный каталог.

Ранее библиотекой велись также традиционные читательский алфавитный, систематический и предметный каталоги, но с запуском в 2010 году электронного каталога, данные каталоги были законсервированы и не обновляются, но по-прежнему доступны для читателей в секторе каталогов читального зала.
Электронный каталог позволяет читателям производить поиск по 25 библиографическим базам данным и по 14 материалам — видам ресурсов.
Из-за большого объёма основного фонда библиотеки и наличия большого числа специализированных отделов выдачи изданий и работы с посетителями с целью упрощения и ускорения поиска необходимой литературы для читателей в 2014 году библиотекой был издан путеводитель по фондам и отделам.

## Научно-исследовательская деятельность
Научная библиотека является региональным научным центром в области истории книжного дела и библиотековедения. Научно-исследовательская деятельность проводится сотрудниками библиотеки совместно с учеными университета по следующим направлениям:
- Книжное дело в Центральном Черноземье в конце XIX века — 1930-х годах[54][55][56][57][58][59].
- Создание и развитие сети библиотек в Центральном Черноземье в конце XIX — начале XX веков[60][61][62][63][64].

Ведётся разработка теоретико-методологических основ библиотековедения, методических документов в области библиотечного дела.
Проводится исследовательская и практическая работа в области консервации и реставрации библиотечных фондов, консультационная и методическая работа.

## Информационные технологии
В библиотеке используется автоматизированная библиотечно-информационная система «Руслан-Нео», которая содержит в себе электронный каталог фондов библиотеки, полнотекстовые электронные версии трудов ученых университета, полнотекстовые издания из редкого фонда научной библиотеки. Также с помощью неё читатели библиотеки могу осуществлять заказ на электронную доставку документов из всех библиотек, входящих в проект АРБИКОН. Библиографическое описание изданий производится в соответствии с национальным стандартом RUSMARC. Для упрощения учёта пользователей читального, научного, электронного читального залов и используемых ими ресурсов (как печатных, так и электронных) применяется автоматизированная клиент-серверная система "Учёт пользователей ЭЧЗ", созданная сотрудниками отдела компьютеризации библиотеки. На компьютерах пользователей библиотеки установлены правовые системы, также обеспечивается лицензионный доступ ко многим удалённым электронно-библиотечным системам.

### Радиочастотная идентификация
C 2014 года библиотека использует технологию радиочастотной идентификации (RFID) в своей деятельности. Книжный фонд факультетов искусств, экономики и менеджмента, физической культуры и спорта и юридического факультета был зачипован радиометками. Всем студентам данных факультетов выдаются электронные читательские билеты (пластиковые смарт-карты). Благодаря этому на абонементах был организован открытый доступ к фондам: студенты самостоятельно выбирают на стеллажах необходимые им издания и посредством станций самообслуживания оформляют выдачу и сдачу книг.

### Электронная библиотека
С 1995 года научная библиотека создаёт свою электронную библиотеку на основе оцифровки книжных памятников, редких книг, рукописей, а также публикаций трудов ученых университета. Оцифровка изданий производится при помощи книжного сканера ATIZ BookDrive DIY, а полученные электронные книги размещаются в базе данных полных текстов автоматизированной библиотечно-информационной системы «Руслан» и менеджере электронных книг «Calibre».
В АБИС «Руслан» ведётся две полнотекстовые базы данных электронной библиотеки:
- монографические издания: труды ученых КГУ, книжные памятники, редкие книги и рукописи,
- периодические издания: краеведческие статьи и публикации по истории КГУ.

В менеджере электронных книг «Calibre» ведётся одна полнотекстовая база данных электронной библиотеки:
- книжные памятники, редкие книги и рукописи.

## Галерея

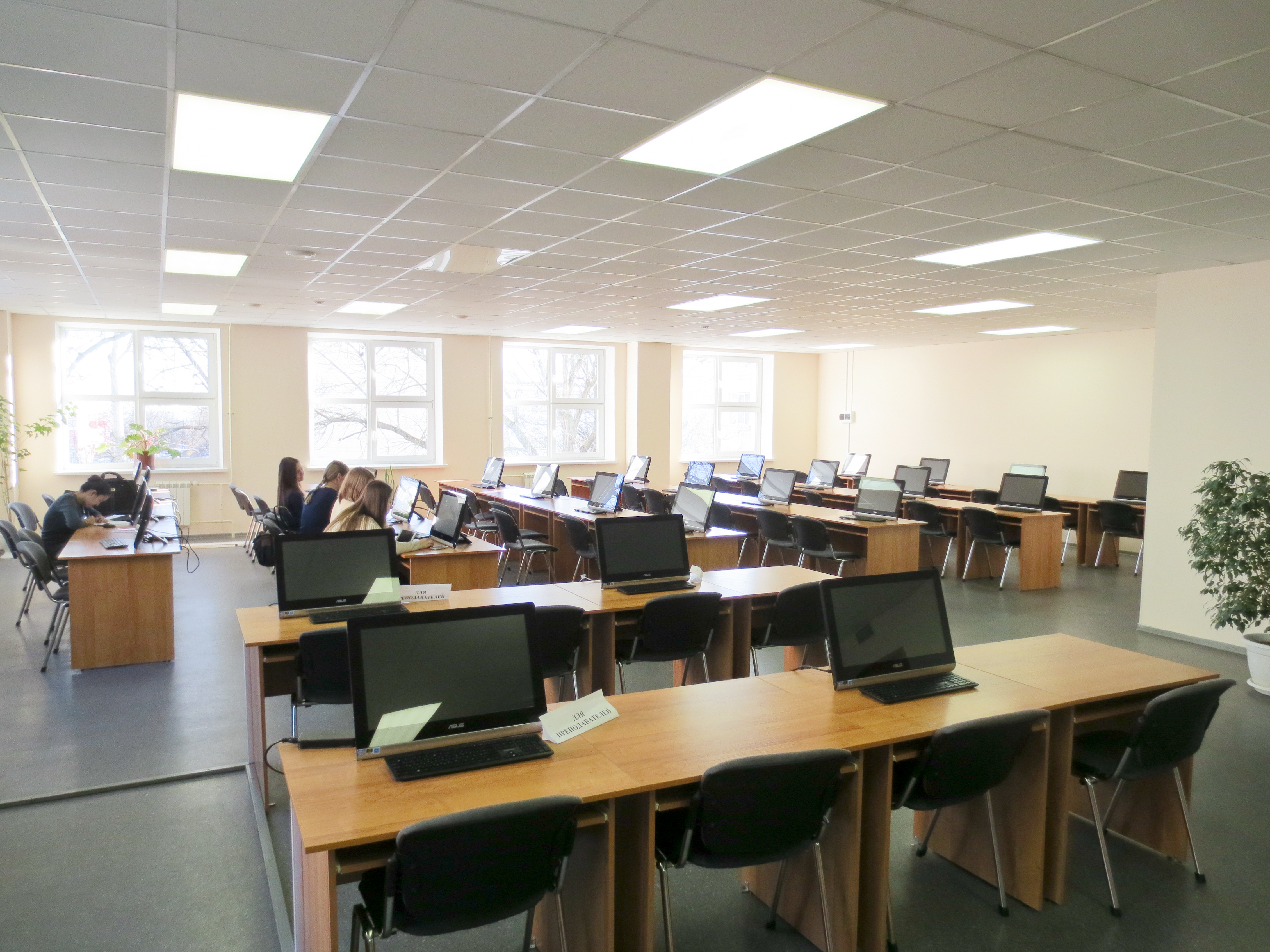
Электронный читальный зал
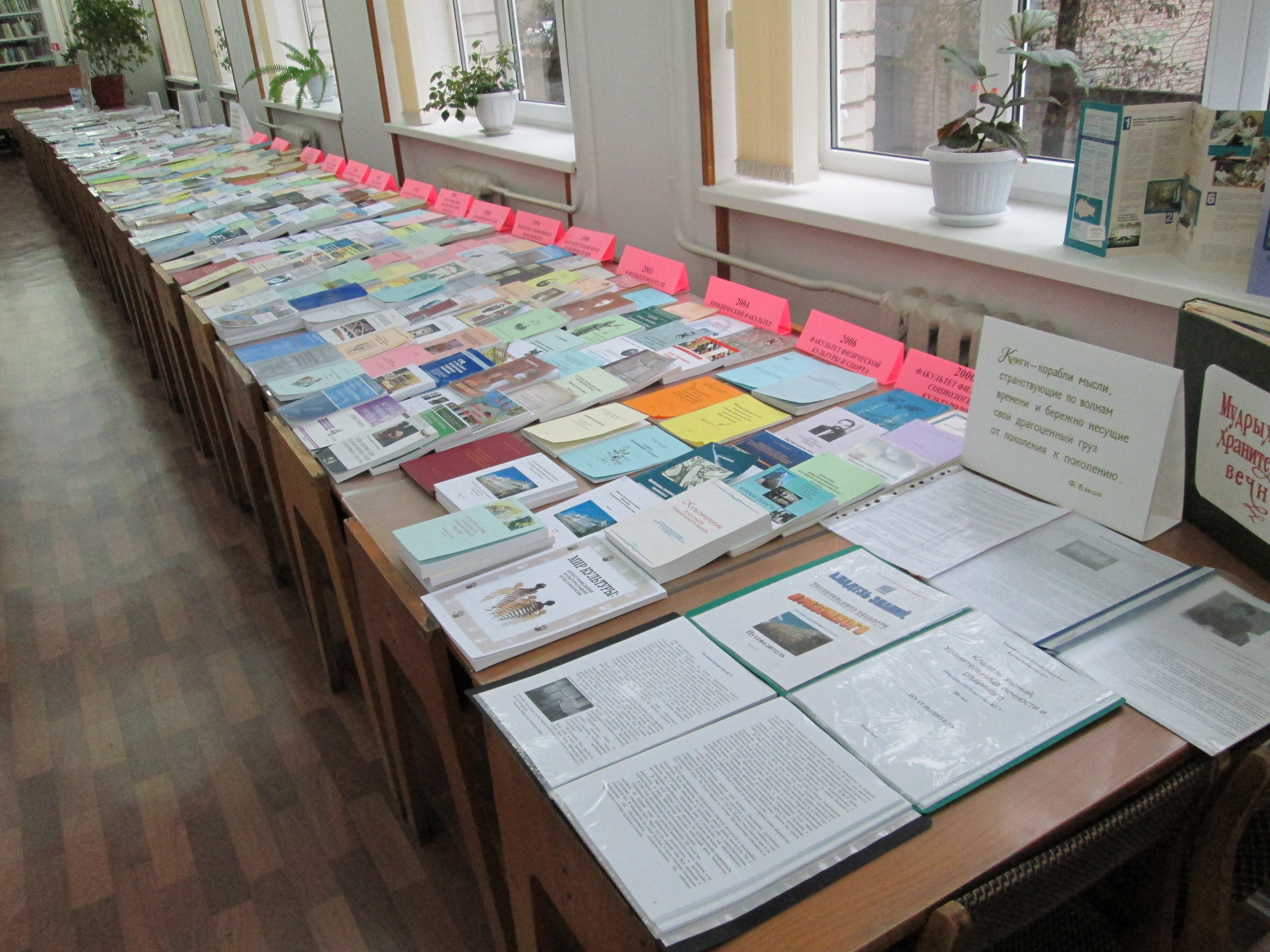
Книжная выставка об истории университета в читальном зале
Абонемент факультетов искусств, физической культуры и спорта
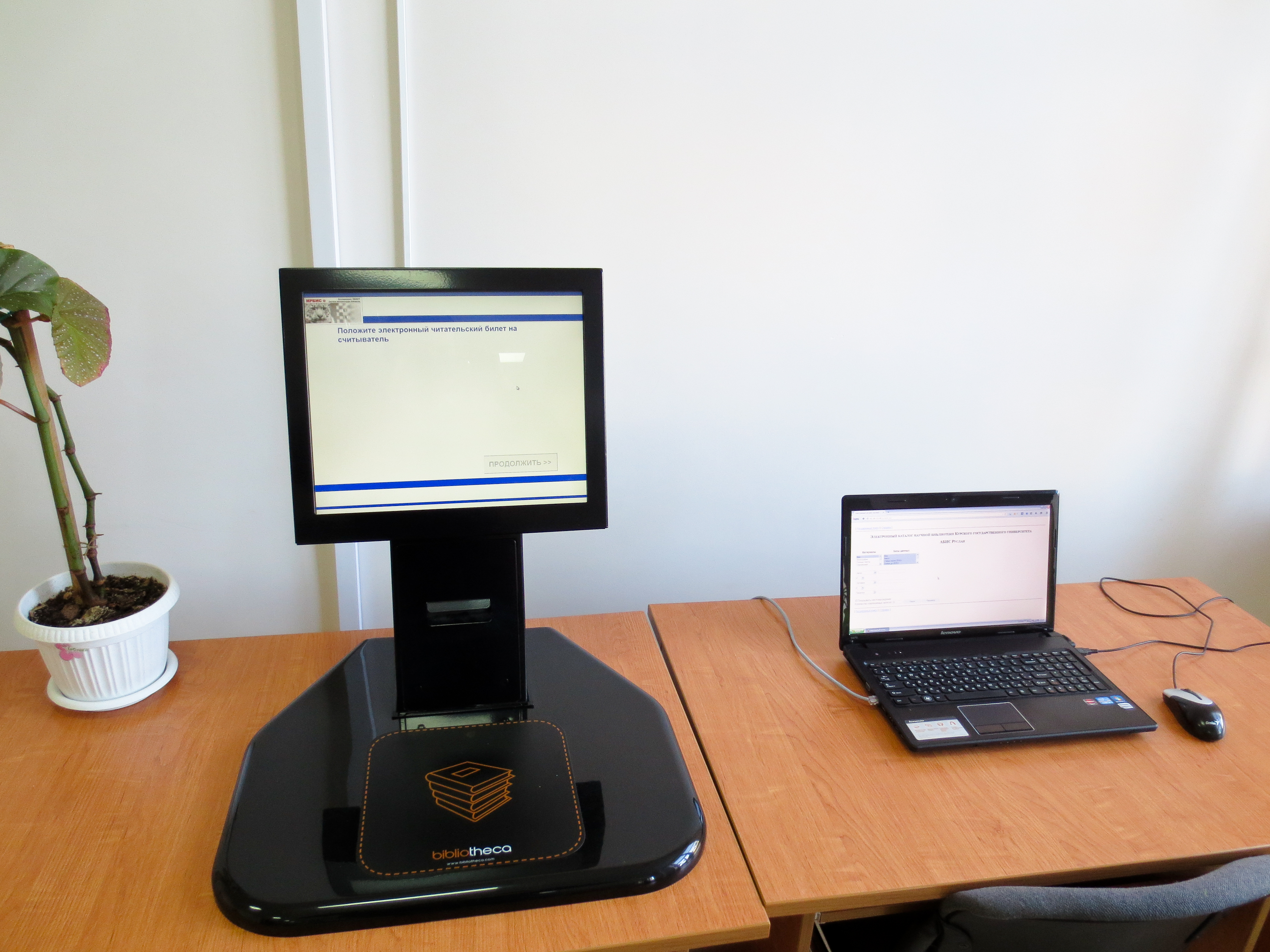
Станция автоматизированной книговыдачи
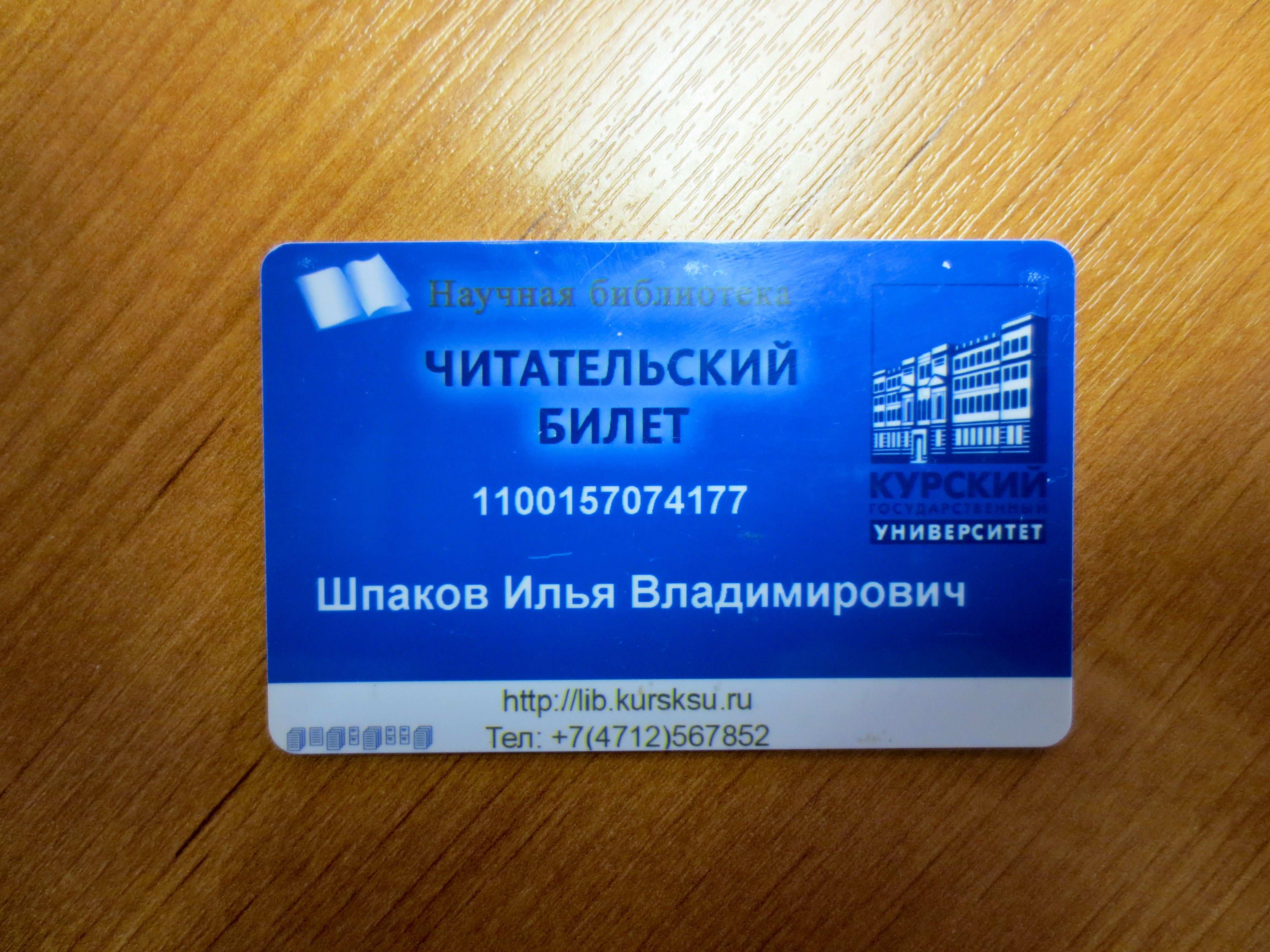
Электронный читательский билет
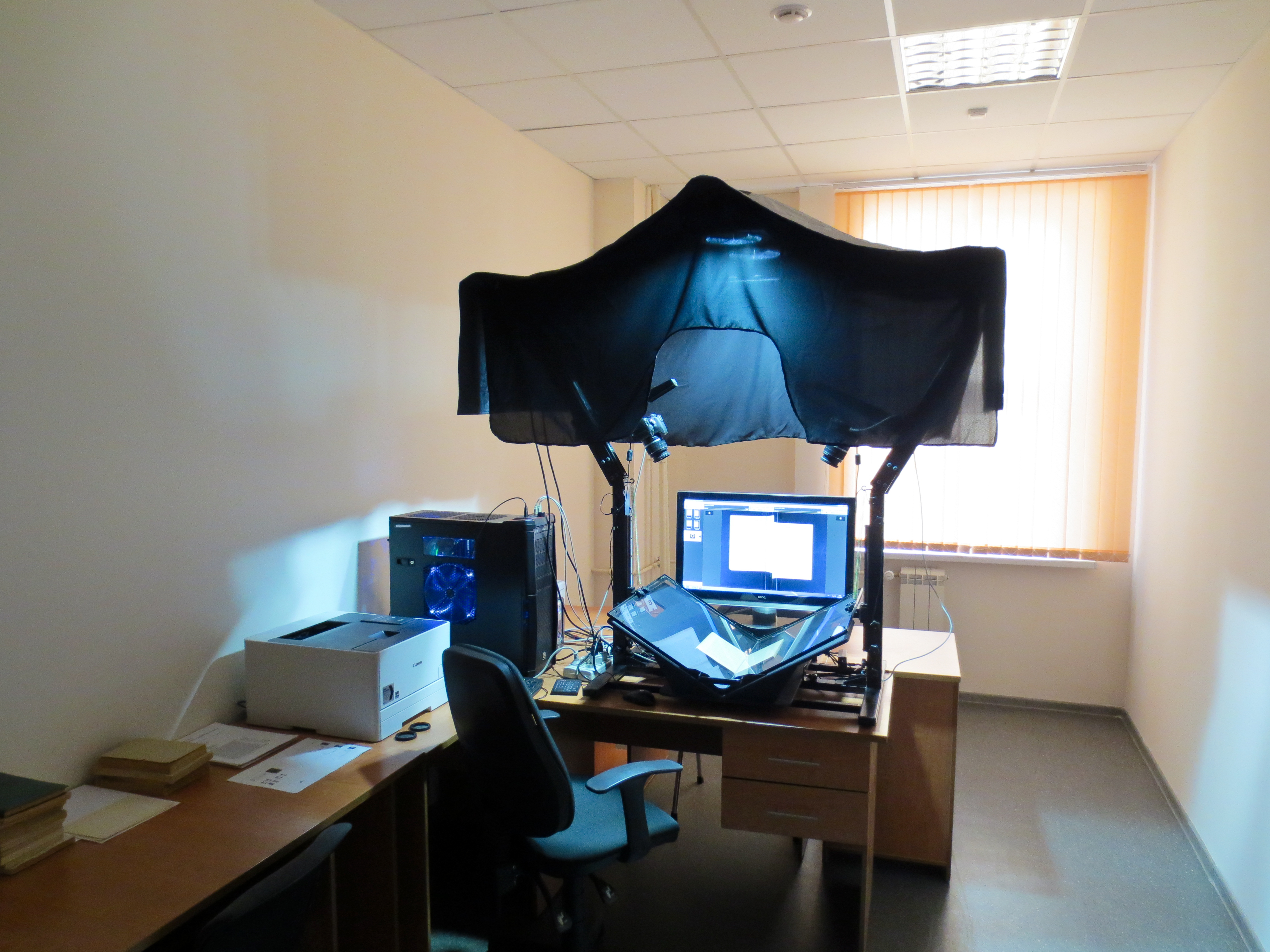
Сектор сканирования